# Tenax (wielerploeg)/2007
Deze pagina geeft een overzicht van de wielerploeg Tenax in 2007.
| Naam                           | Geboortedatum | Nationaliteit | Ploeg 2006                |
| ------------------------------ | ------------- | ------------- | ------------------------- |
| Alessandro Bertuola            | 13-09-1979    | Italië        |                           |
| Gabriele Bosisio               | 06-08-1980    | Italië        |                           |
| Marco Corsini (vanaf 01.03)    | 24-02-1981    | Italië        | Gallina Lucchini          |
| Claudio Cucinotta              | 22-01-1982    | Italië        |                           |
| Micula De Mattis               | 14-11-1983    | Italië        |                           |
| Giairo Ermeti                  | 07-04-1981    | Italië        | Team LPR                  |
| Roberto Ferrari                | 09-03-1983    | Italië        | Stagiair (2006)           |
| Jure Golčer                    | 12-07-1977    | Slovenië      | Perutnina Ptuj            |
| Sergio Lagana                  | 04-11-1982    | Italië        | Monsummanese              |
| Honorio Machado                | 26-07-1982    | Venezuela     |                           |
| Christian Murro                | 19-05-1978    | Italië        |                           |
| Roeslan Pidhorny               | 25-07-1977    | Oekraïne      |                           |
| Fabrice Piemontesi             | 16-08-1983    | Italië        | Viris Vigevano -Lomellina |
| Daniele Pietropolli            | 11-07-1980    | Italië        |                           |
| Luca Sabatino                  | 04-08-1983    | Italië        | Termoimpianti             |
| Cristiano Salerno              | 18-02-1985    | Italië        |                           |
| Mauro Santambrogio (tot 28.07) | 07-10-1984    | Italië        | Lampre-Fondital           |